# 케플러-62f

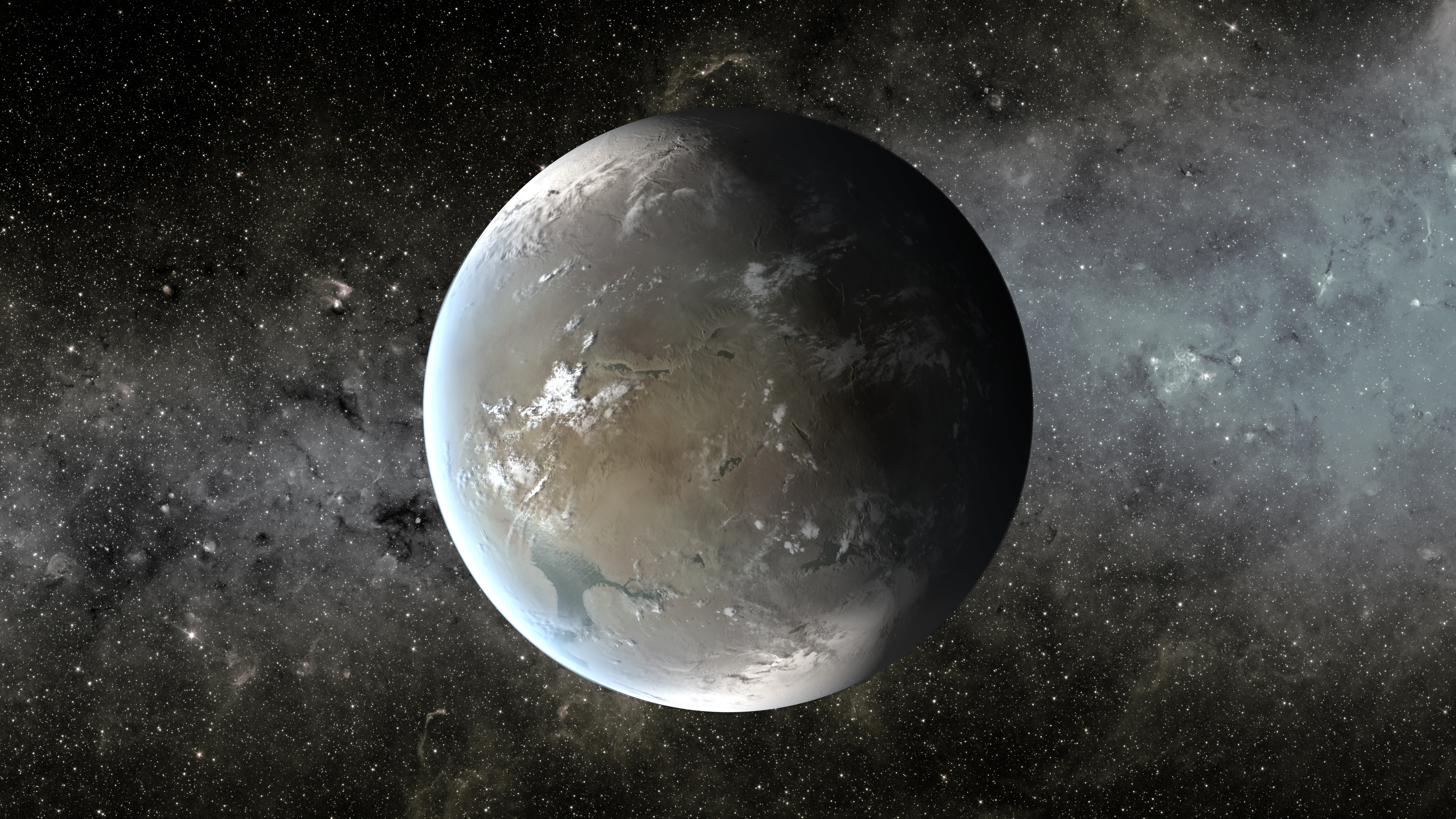
케플러62f의 상상도

케플러-62f(Kepler-62f)는 케플러-62를 공전하는 행성으로 슈퍼지구이다. 생명체 거주가능 영역의 바깥 부분을 돌고 있는 행성이다.

## 같이 보기
- K형 주계열성계의 생명체 거주가능성
- 케플러-62e